# Donauwellen (1949)
Donauwellen ist ein „Wiener Volksstück“ des österreichischen Schriftstellers Fritz Kortner. Die Uraufführung fand am 15. Februar 1949 an den Münchner Kammerspielen statt, nachdem die amerikanische Besatzungsmacht eine Aufführung in Wien aufgrund der Darstellung ihrer Soldaten untersagt hatte.

## Hintergrund
Fritz Kortner, geboren 1892 in Wien, war eine bedeutende Persönlichkeit des deutschsprachigen Theaters vor dem Aufstieg des Nationalsozialismus, angesichts dessen er ins Exil ging. Donauwellen, während seiner Zeit in den Vereinigten Staaten geschrieben, spiegelt Kortners kritische Auseinandersetzung mit den Nachwirkungen des Zweiten Weltkriegs und den gesellschaftlichen Herausforderungen im Wien der Nachkriegszeit wider.

## Inhalt und Themen
Das Stück spielt im Wien des Frühjahrs 1945 im Friseursalon von Alois Duffeck in der fiktiven Jasomirgottesgasse. Es fängt den Moment der Befreiung der Stadt durch die Alliierten durch die Augen verschiedener Charaktere ein, die den Salon frequentieren. Duffeck wird als Opportunist dargestellt, der unter verschiedenen Regimen, einschließlich des nationalsozialistischen, florierte, indem er den Salon von einem jüdischen Besitzer unter Wert kaufte, als eine Möglichkeit der „Arisierungspolitik“.
Das Stück untersucht kritisch Themen wie Opportunismus, moralische Ambiguität und den Überlebenskampf inmitten der wechselnden politischen Landschaften Europas im 20. Jahrhundert. Es taucht in die Komplexitäten der Nachkriegsgesellschaft ein, einschließlich der Herausforderungen der Entnazifizierung und der Persistenz nationalistischer Gefühle. Durch die Interaktion der Charaktere kritisiert Kortner die gesellschaftliche Neigung zum Konformismus und die ethischen Kompromisse, die für persönlichen Gewinn gemacht wurden. Die Grenzen zwischen Krieg und Nachkriegszeit werden damit kritisch beleuchtet.

## Rezeption
Donauwellen erhielt gemischte Kritiken bei seiner Premiere, wobei Kritiker seine realistische Darstellung des Nachkriegs-Wiens lobten, aber seine übertriebenen komödiantischen Elemente kritisierten. Die Wiederaufführung des Stücks in den 1980er Jahren in Düsseldorf und Wien hob seine anhaltende Relevanz für Diskussionen über die österreichische nationale Identität und historische Verantwortung hervor.
Fritz Kortners Donauwellen steht als bedeutendes Werk im deutschsprachigen Theater der Nachkriegszeit und bietet eine eindringliche Kritik an den moralischen Dilemmata, mit denen Individuen in Zeiten politischer Umwälzungen konfrontiert sind. Es bleibt ein Zeugnis für die Komplexitäten der österreichischen Identität und Erinnerung im Schatten des Zweiten Weltkriegs.